# Băng xanh

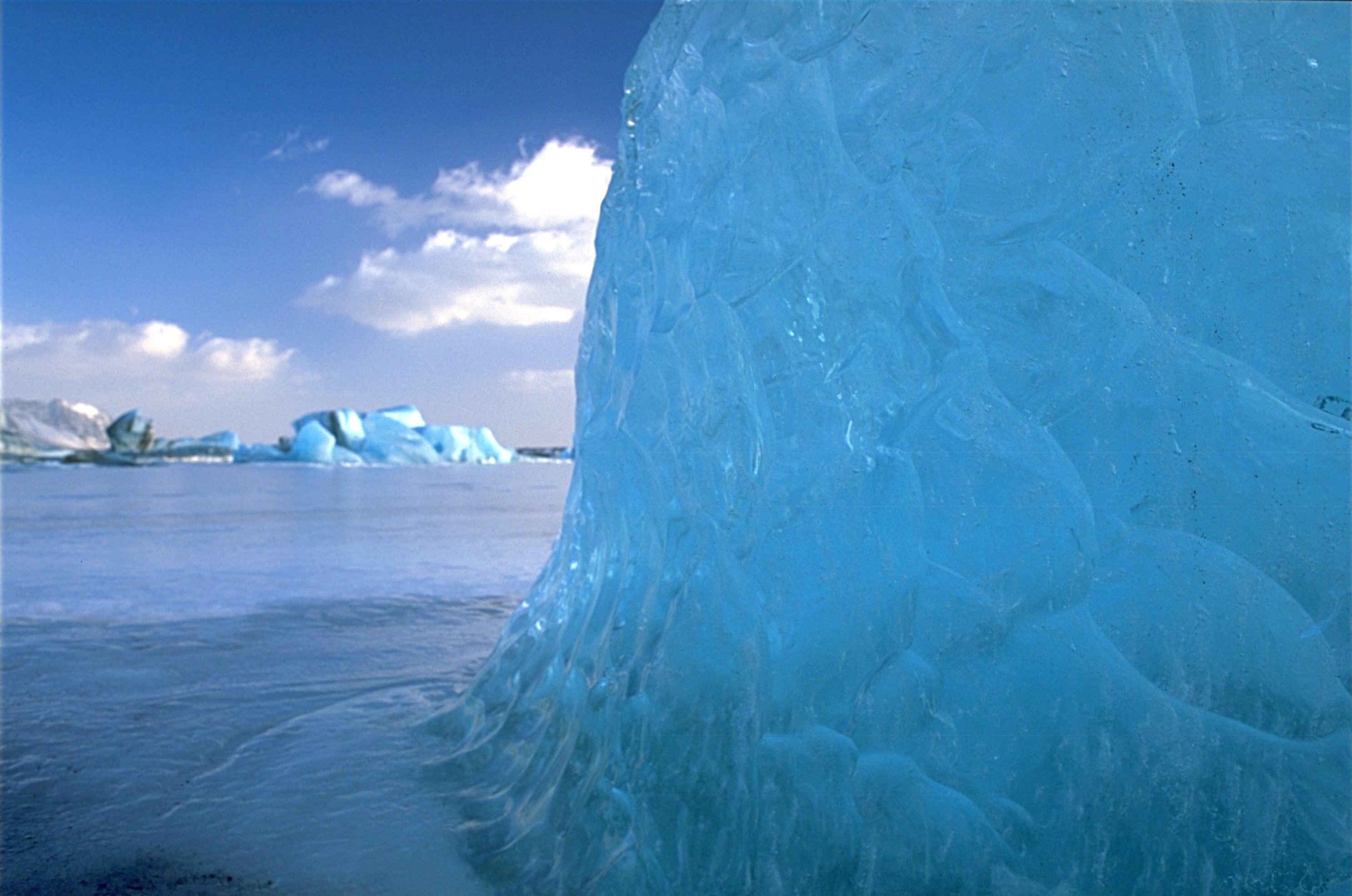
Băng trôi trên Jökulsárlón, Iceland

Băng xanh xảy ra khi tuyết rơi trên sông băng, bị nén và trở thành một phần của sông băng. Bong bóng khí được vắt ra và tinh thể băng mở rộng, làm cho băng có màu xanh.
Một lượng nhỏ băng thông thường có vẻ là màu trắng do bọt khí bên trong chúng và cũng vì một lượng nhỏ nước dường như không màu. Trên sông băng, áp lực làm cho bọt khí bị nén ra ngoài, làm tăng mật độ của băng được tạo ra. Một lượng lớn nước dường như có màu xanh lam, vì nó hấp thụ các màu khác hiệu quả hơn màu xanh lam. Một mảnh băng lớn, hoặc một dòng sông băng, tương tự có màu xanh lam.
Màu xanh đôi khi bị gán sai cho tán xạ Rayleigh, chịu trách nhiệm cho màu của bầu trời. Thay vào đó, nước đá có màu xanh lam với cùng lý do là một lượng lớn nước lỏng có màu xanh lam: đó là kết quả của một dải họa âm của một liên kết oxy hydro hydro (O-H) kéo dài trong nước, hấp thụ ánh sáng ở đầu đỏ của phổ nhìn thấy được. Trong trường hợp đại dương hoặc hồ, một số ánh sáng chiếu vào mặt nước bị phản xạ trực tiếp, nhưng phần lớn nó xuyên qua bề mặt, tương tác với các phân tử của nó. Phân tử nước có thể rung trong các chế độ khác nhau khi ánh sáng chiếu vào nó. Các bước sóng ánh sáng đỏ, cam, vàng và xanh lục được hấp thụ sao cho ánh sáng còn lại bao gồm các bước sóng ngắn hơn của màu xanh lam và tím. Đây là lý do chính tại sao đại dương có màu xanh. Vì vậy, nước nợ màu xanh nội tại của nó để hấp thụ chọn lọc trong phần màu đỏ của quang phổ nhìn thấy được. Các photon bị hấp thụ thúc đẩy quá trình chuyển đổi sang trạng thái quá mức và trạng thái kết hợp của các chuyển động hạt nhân của phân tử, tức là đến các rung động rất kích thích.
Một ví dụ về băng xanh đã được quan sát ở Tasman Glacier, New Zealand vào tháng 1 năm 2011.

## Đường băng Nam Cực

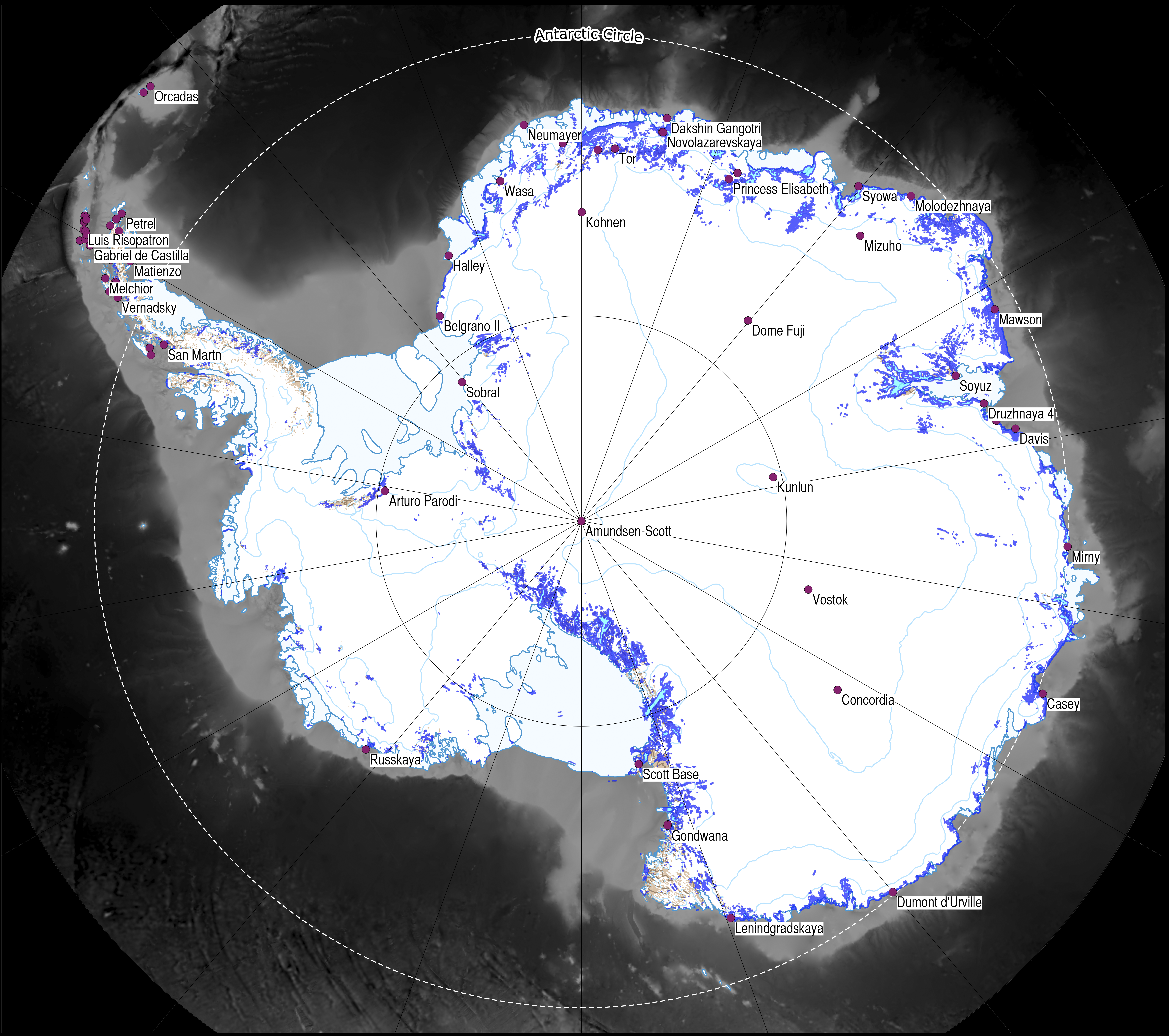
Cánh đồng băng xanh ở Nam Cực

Băng xanh xuất hiện ở các khu vực của Nam Cực nơi không có sự cộng hoặc trừ của tuyết. Đó là, bất kỳ hạt tuyết nào rơi trong khu vực đó được chống lại bởi sự thăng hoa hoặc tổn thất khác. Những khu vực này đã được sử dụng làm đường băng (ví dụ Wilkins Runway, Novolazarevskaya, Patriot Hills Base Camp) do bề mặt cứng của chúng, phù hợp cho máy bay được trang bị bánh xe thay vì ván trượt.